# بيكرسفيلد (ميزوري)
بيكرسفيلد (بالإنجليزية: Bakersfield, Missouri)‏ هي معلم جغرافي تقع في الولايات المتحدة في مقاطعة أوزارك، ميزوري. يقدر عدد سكانها بـ 246 نسمة ومساحتها 3.55 كم2 و وترتفع عن سطح البحر 214 متر.

## التركيبة السكانية
قام مكتب تعداد الولايات المتحدة بتحديد بيانات التركيبة السكانية لبيكرسفيلد في تعداد الولايات المتحدة. في ما يلي، التركيبة السكانية حسب تعدادي 2000 و2010.

### تعداد عام 2000
بلغ عدد سكان بيكر 1,695 نسمة بحسب تعداد عام 2000، وبلغ عدد الأسر 694 أسرة وعدد العائلات 455 عائلة مقيمة في المدينة. في حين سجلت الكثافة السكانية 1,974.8 نسمة لكل ميل مربع (762.5/كم2). وبلغ عدد الوحدات السكنية 855 وحدة بمتوسط كثافة قدره 996.2 نسمة لكل ميل مربع (384.6/كم2).
وتوزع التركيب العرقي للمدينة بنسبة 98.11% من البيض و 0.53% من الأمريكيين الأصليين و 0.29% من الأمريكيين ذوي الأصول الآسيوية و 0.06% من سكان جزر المحيط الهادئ و 0.24% من الأمريكيين الأفارقة و 0.65% من عرقين مختلطين أو أكثر.
بلغ عدد الأسر 694 أسرة كانت نسبة 32.3% منها لديها أطفال تحت سن الثامنة عشر تعيش معهم، وبلغت نسبة الأزواج القاطنين مع بعضهم البعض 53.7% من أصل المجموع الكلي للأسر، ونسبة 7.8% من الأسر كان لديها معيلات من الإناث دون وجود شريك، وكانت نسبة 34.3% من غير العائلات. تألفت نسبة 30.8% من أصل جميع الأسر من أفراد ونسبة 16.4% كانوا يعيش معهم شخص وحيد يبلغ من العمر 65 عاماً فما فوق. وبلغ متوسط حجم الأسرة المعيشية 2.98، أما متوسط حجم العائلات فبلغ 2.38.
بلغ العمر الوسطي للسكان 40 عاماً. وكانت نسبة 26.8% من القاطنين تحت سن الثامنة عشر، وكانت نسبة 6.3% بين الثامنة عشر والأربعة وعشرون عاماً، ونسبة 25.0% كانت واقعةً في الفئة العمرية ما بين الخامسة والعشرون حتى والأربعة وأربعون عاماً، ونسبة 22.1% كانت ما بين الخامسة والأربعون حتى الرابعة والستون، ونسبة 19.9% كانت ضمن فئة الخامسة والستون عاماً فما فوق. يوجد لكل 100 أنثى 97.1 ذكر، ويوجد لكل 100 أنثى في الثامنة عشر من عمرها فما فوق 88.6 ذكر.
بلغ متوسط دخل الأسرة في المدينة 30,893 دولار، أما متوسط دخل العائلة فبلغ 42,375 دولار. وكان متوسط دخل الذكور 30,667 دولار مقابل 17,500 دولار للإناث. وسجل دخل الفرد الخاص بالمدينة 17,461 دولار. وكانت نسبة 7.7% من العائلات ونسبة 10.7% من السكان تحت خط الفقر، وكان من هؤلاء نسبة 15.3% تحت سن الثامنة عشر ونسبة 6.3% في الخامسة والستين من العمر وما فوق.

### تعداد عام 2010
بلغ عدد سكان بيكرسفيلد 246 نسمة بحسب تعداد عام 2010، وبلغ عدد الأسر 100 أسرة وعدد العائلات 59 عائلة مقيمة في القرية. في حين سجلت الكثافة السكانية 179.6 نسمة لكل ميل مربع (69.3/كم2). وبلغ عدد الوحدات السكنية 139 وحدة بمتوسط كثافة قدره 101.5 لكل ميل مربع (39.2/كم2).
وتوزع التركيب العرقي للقرية بنسبة 96.75% من البيض و 0.41% من الأمريكيين الأصليين و 2.44% من عرقين مختلطين أو أكثر.
بلغ عدد الأسر 100 أسرة كانت نسبة 33.0% منها لديها أطفال تحت سن الثامنة عشر تعيش معهم، وبلغت نسبة الأزواج القاطنين مع بعضهم البعض 45.0% من أصل المجموع الكلي للأسر، ونسبة 10.0% من الأسر كان لديها معيلات من الإناث دون وجود شريك، بينما كانت نسبة 4.0% من الأسر لديها معيلون من الذكور دون وجود شريكة وكانت نسبة 41.0% من غير العائلات. وبلغ متوسط حجم الأسرة المعيشية 3.31، أما متوسط حجم العائلات فبلغ 2.46.
بلغ العمر الوسطي للسكان 35.8 عاماً. وكانت نسبة 29.3% من القاطنين تحت سن الثامنة عشر، وكانت نسبة 7.2% بين الثامنة عشر والأربعة وعشرون عاماً، ونسبة 22% كانت واقعةً في الفئة العمرية ما بين الخامسة والعشرون حتى والأربعة وأربعون عاماً، ونسبة 24.4% كانت ما بين الخامسة والأربعون حتى الرابعة والستون، ونسبة 17.1% كانت ضمن فئة الخامسة والستون عاماً فما فوق. وتوزع التركيب الجنسي للسكان بنسبة 46.7% ذكور و53.3% إناث.